# Rue Gaston-Veil
La rue Gaston-Veil est une voie de Nantes, en France.

## Situation et accès
Située dans le centre-ville de Nantes, sur l'île Gloriette, elle relie le quai Turenne et la place de la Petite-Hollande au quai de Tourville, dans le prolongement du pont Haudaudine. Elle rencontre, à l'ouest, la rue Bias et est longée, sur l'intégralité de son côté est, par l'hôtel-Dieu de Nantes.

## Origine du nom
Elle rend hommage à Gaston Veil (1868-1947), intellectuel et homme de presse, éphémère maire de Nantes en 1928.

## Historique
L'aménagement de la rue est décidé en 1843. Cinq ans plus tard, après la promulgation d'un décret le 12 juillet 1848, les travaux débutent. Ils sont poursuivis en 1851, puis la voie est élargie en 1886, en vue de la construction de la nouvelle ligne de ponts, reliant la place de la Petite-Hollande, depuis le « pont Maudit » (franchissant le « bras de l'Hôpital ») au pont Haudaudine (situé sur le « bras de la Madeleine »). L'artère a été d'abord baptisée « rue Haudaudine » peu après son inauguration, du nom de Pierre Haudaudine (1756-1846), négociant nantais qui s'illustra durant la guerre de Vendée au sein de la garde nationale.
Lors de la Seconde Guerre mondiale, les bombardements alliés du 16 septembre 1943, qui touchent le centre-ville de Nantes, provoquent dans la rue la mort de nombreuses personnes. Ces bombardements détruisent l'Hôtel-Dieu tout proche, ainsi que les immeubles bordant la rue, notamment ceux situés à l'est, du côté de l'hôpital. Après la guerre, ces habitations sont démolies pour permettre la reconstruction d'un nouveau centre hospitalier situé un peu plus à l'ouest que l'ancien bâtiment, et qui longe désormais l'artère, faisant disparaitre du coup la « rue Banier » (située au niveau de la place du Saint-Philibert) dont l'emplacement est désormais occupé par la chapelle de l'hôpital et par la morgue.
Elle prend son nom actuel par délibération du conseil municipal du 28 janvier 1948. 

## Bâtiments remarquables et lieux de mémoire
Sur le côté est de la rue, au niveau de la place du Saint-Philibert, se trouve la chapelle de l'hôtel-Dieu construit en même temps que lui par l'architecte Michel Roux-Spitz entre 1952 et 1958. L'édifice en béton armé pourvu de fin vitraux en verre éclaté, présente une monumentale façade, surmontée d'un clocher-mur dépourvu de cloches. La partie centrale de cette façade présente des bas-reliefs en pierre signés Raymond Delamarre (1890-1986), sculpteur néo-classique, premier Grand prix de Rome en 1919. Intitulé Les Aveugles voient, ce groupe de sculptures, réalisé en 1963, est organisé autour d'une croix chrétienne et présente douze tableaux qui ont pour thème les souffrances humaines. L'œuvre est un hommage aux progrès de la médecine,.
En 1964, les architectes Georges Tourry et Yves Liberge signent le bâtiment destiné à accueillir la faculté de médecine, au no 1 de la rue.
Le central téléphonique à l'angle avec la rue Bias a été achevé en 1974, d'après les plans de l'architecte Yves Ménard.
En 1998, au sud-ouest de la rue, à l'angle avec la rue Bias, le grand amphithéâtre des facultés de médecine et de pharmacie (amphitéâtre Kernéis) est achevé pour le compte de l'université de Nantes, d'après les plans des architectes Éric Gouesnard et Jean-François Salmon. S'opposant à la silhouette massive de béton du CHU auquel il fait face, le bâtiment présente des parois de verre sur ses façades donnant sur les rues Gaston-Veil et Bias, laissant apparaître les éléments architecturaux internes (escaliers, poteaux, dalles de béton). L'immeuble a été baptisé en hommage à Jean-Pierre Kernéis (1918-1999), professeur agrégé d'anatomie pathologique, doyen de la faculté de médecine et de pharmacie et premier président de l'université de Nantes.